# Califfi omayyadi di Damasco

## Ramo sufyanide
1. Muʿāwiya ibn Abī Sufyān, 661-680
2. Yazīd I ibn Muʿāwiyah, 680-683
3. Muʿāwiya II ibn Yazīd, 683-684

## Ramo marwanide
1. Marwān I b. al-Ḥakam, 684-685
2. ʿAbd al-Malik ibn Marwān, 685-705
3. al-Walīd I ibn ʿAbd al-Malik, 705-715
4. Sulaymān ibn ʿAbd al-Malik, 715-717
5. ʿUmar ibn ʿAbd al-ʿAzīz, 717-720
6. Yazīd II ibn ʿAbd al-Malik, 720-724
7. Hishām ibn ʿAbd al-Malik, 724-743
8. al-Walīd II ibn Yazīd II, 743-744
9. Yazīd III ibn al-Walīd, 744
10. Ibrāhīm ibn al-Walīd, 744
11. Marwān II ibn Muḥammad ibn Marwān, 744-750